# Emilio Laguna Azorín
Emilio Laguna Azorín (Zaragoza, 21 de mayo de 1887-Madrid, 16 de septiembre de 1960) fue un jurista y político español. 

## Biografía
Hijo de José Laguna y Pérez -juez municipal del distrito de San Pablo en Zaragoza y diputado provincial por el Partido Conservador - y de Casilda Azorín y Corralé, nació en el seno de una familia perteneciente a la alta burguesía zaragozana. El matrimonio tuvo tres hijos más, José María Laguna Azorín -notario, juez y abogado del Cuerpo Jurídico Militar-, Vicente Laguna Azorín  -oficial de infantería-, José Laguna Azorín -pediatra- e Isabel Laguna Azorín , quien falleció a los tres años en 1887.
Estudió Derecho en la Facultad de Zaragoza con premio extraordinario de la licenciatura, obteniendo el doctorado poco después en la Universidad Central, hoy conocida como Universidad Complutense de Madrid, tras la lectura de su tesis doctoral "Las acciones civiles en general y en particular de las interdictales". Esto lo situó como el doctor en Derecho más joven de aquel entonces con tan solo 19 años en el año 1906. Inicio su carrera profesional como pasante en el despacho de Ricardo Monterde y Vicén, decano del Colegio de Abogados de Zaragoza y diputado conservador a finales del siglo XIX,.Se colegió como abogado en 1909 y ejerció la abogacía hasta su fallecimiento. Por su despacho de Zaragoza pasaron notables abogados aragoneses como Juan Antonio Cremades Royo -diputado a Cortes Republicanas, Franquistas y Gobernador Civil de Lérida-, Ramón Lacadena y Brualla -célebre abogado y periodista aragonés- y Marqués de La Cadena- y Pedro Antonio Muñoz Casayús, jurista y presidente de la Diputación Provincial de Zaragoza.
Emilio Laguna Azorín fue miembro de los Colegios de Abogados de Burgos, Huesca, Madrid y Zaragoza, ocupando en este último el puesto de Decano en 1942, año en el que ocupó además el cargo de vicepresidente del Consejo General de Colegios de Abogados de España. Destacó su gran conocimiento de las instituciones del Derecho Aragonés y fue además el presidente de la Comisión Revisora del Apéndice Foral, participando además en calidad de vocal en la Comisión General de Codificación en el año 1953. Fue a propuesta de Emilio Laguna Azorín como decano del Ilustre Colegio de Abogados de Zaragoza la constitución del Consejo General de la Abogacía Española en el año 1942, ante su preocupación por la gravísima situación en la que se encontraba la abogacía española tras la Guerra Civil. Desempeño un papel muy activo como miembro de la Unión Internacional de Abogados y ejerció además de Vocal de la Comisión General de Codificación por el Derecho foral de Aragón hasta su muerte en 1960.
Compaginó el ejercicio del derecho con la política. Fue concejal municipal por el distrito de San Miguel en Zaragoza (1914), en 1917 fue alcalde de Zaragoza hasta el año 1918. Fue elegido diputado provincial un año más tarde, cargo que volvió a ostentar tras la dictadura de Primo de Rivera durante la II República. Durante este periodo fue presidente de la Junta Provincial de la Reforma Agraria y estuvo afiliado al partido Acción Popular de cuyo comité directivo fue miembro. Años más tarde fue elegido procurador en Cortes (cargo equivalente al hoy en día conocido como Diputado) entre los años 1946 y 1955 en la segunda, tercera y cuarta legislatura en Cortes Franquistas en representación del Consejo General de los Ilustres Colegios de Abogados de España.
En Zaragoza presidió el Ateneo de Zaragoza durante 14 años (1944-1958), fue cofundador de la Orquesta Sinfónica de Zaragoza y presidió su patronato además de la asociación Santa Cecilia. Fue elegido miembro de la Real Academia de Nobles y Bellas Artes de San Luis en 1946 de la que fue miembro también su hermano José María Laguna Azorín, decano del Colegio Notarial de Zaragoza. Es además Hermano Decano Perpetuo de Honor de la Cofradía del Descendimiento de la Cruz y Lágrimas de Nuestra Señora de Zaragoza, cofradía de la que fue fundador junto a otros zaragozanos. Fue además el presidente del Centro Mercantil Industrial y Agrícola-antiguo casino de Zaragoza- y consejero supernumerario de la Institución Fernando el Católico -institución dedicada al estudio y promoción de la cultura y ciencia aragonesa- desde el 1954 hasta su muerte en 1960.  Perteneció al Consejo de administración de la Sociedad General Azucarera de España y a la Junta del Banco Popular y fue asesor jurídico de la Federación patronal de comerciantes e industriales.
Emilio Laguna Azorín contrajo matrimonio con Felisa Ferrer-Bergua y Gericó con la que tuvo dos hijas y un hijo, José Antonio Laguna Ferrer que falleció a muy temprana edad en 1931. Su mujer Felisa Ferrer-Bergua falleció dos años más tarde en 1931  Su hija Isabel Laguna Ferrer se casó con José Gascón y Marín, hijo de José Gascón y Marín ministro de Instrucción Pública y Bellas Artes. Su otra hija, Carmen Laguna Ferrer, contrajo matrimonio con Francisco Palá Berdejo, hijo de Francisco Palá Mediano, jurista, foralista y académico aragonés.

## Obras
Algunas de sus obras más célebres son:
- Estudio de las acciones civiles en general y en especial de las interdictales. Procedimiento interdictal, Zaragoza, Tipografía Social, 1915
- Conferencia pronuncia por D. Emilio Laguna Azorín, Zaragoza, Ateneo, 1943
- Las bandas de música como elemento popular de la cultura. Discurso de ingreso por D. ~, Zaragoza, Talleres El Noticiero, 1946
- “El derecho de viudedad foral, ¿debe extenderse a los bienes muebles”, en Anuario de Derecho Aragonés, VI (1951-1952), págs. 179-182
- Datos biográficos y merecido elogio a la memoria del [...] Doctor don Vicente Monterde Vicen, Zaragoza, Real Sociedad Económica Aragonesa de Amigos del País, 1959.

## Condecoraciones
- Orden de San Raimundo de Peñafort
- Orden del Mérito Civil (España)